# Atrabilis Sunrise
Atrabilis Sunrise ist ein Death-Industrial-Projekt aus Rennes.

## Geschichte
Pascal Bourdon gründete unter dem Pseudonym „Pascal Catharsis“ 1999 das Projekt Atrabilis Sunrise. Nach einer Reihe Singles erschien das Debüt Altered Alternative 2004 über das japanische Extreme-Metal- und Post-Industrial-Label Deserted Factory. Veröffentlichungen über Bourdons eigenes Label P.C.M. und weitere Post-Industrial-Unternehmen wie Raubbau und Pflichtkauf folgten. Insbesondere das Album Pillgrimage erfuhr international lobende Resonanz. Es sei  „ein sehr gutes (Death) Industrial Werk“, ein Beleg, dass „Death Industrial noch nicht tot“ sei und ein außergewöhnliches Werk, von einer Art, von welcher es mehr geben sollte. Ab April 2013 veröffentlichte Bourdon seine Musik über Bandcamp. Abgesehen von einem Live-Album, das einen Auftritt aus dem Jahr 2011 dokumentiert, im Jahr 2015 blieben weitere Veröffentlichungen vorerst aus.

## Stil
Die „bedrückende Endzeit-Musik“ von Atrabilis Sunrise wird dem Death Industrial zugerechnet und mit jener der Genrevertreter Brighter Death Now, MZ. 412 und Megaptera gleichgesetzt. „Staubtrockene Samples, schleppende Rhythmen in Zeitlupe und finster hallende Atmosphären“ bestimmen das Klangbild.

„Drückende Industrial-Sounds, Hämmernde Rhythmen, sägende, fiepende und beißende Noise-Arrangements und aggressive Vokal-Elemente machen […] den Tag zur Nacht und geben den Blick in das Innere des Künstler frei.“

## Diskografie (Auswahl)
- 2003: Aesthetics of Self-Destruction (Single, Formosan Rec)
- 2003: Santo Pae (Single, P.C.M.)
- 2003: A Child’s Dream of Death (Single, P.C.M.)
- 2004: Altered Alternative (Album, Deserted Factory)
- 2006: Snoezelen Room Larks (Album, P.C.M.)
- 2006: Sex, Drugs, and Christian Pride (Worst Case Scenario) (Album, P.C.M.)
- 2009: Pillgrimage (Album, Raubbau)
- 2012: Perverse Liturgy (Pouring Infection Deep into the Soft Arms of the Noösphere) (Album, Raubbau)
- 2015: Pills, Larks & Todestrieb: Live at Maschinenfest 2011 (Live-Album, Raubbau)